# 莫夫恰尼夫 (諾夫哥羅德-謝韋爾斯基區)
52°14′22″N 33°6′12″E / 52.23944°N 33.10333°E
莫夫恰尼夫（烏克蘭語：Мовчанів），是烏克蘭的村落，位於該國北部切爾尼戈夫州，由諾夫哥羅德-謝韋爾斯基區負責管轄，始建於1700年，面積0.12平方公里，海拔高度173米，2001年人口8，人口密度每平方公里66.7人。